# 織田信安
織田信安（日语：／ Oda Nobuyasu */?，？—1591年12月9日（天正十九年十月二十四日）？），戰國時代武將。是支配尾張國上四郡的守護代織田伊勢守家（岩仓织田氏）當主，尾張國岩倉城主。

## 生平
織田信安是以岩倉城为居城，支配尾张上四郡的织田伊势守家（岩仓织田氏）的当主，在尾張國擁有頗大的領地，但被认为出身于支配尾张下四郡的另外一支织田大和守家（清洲织田氏）。
据说信安是在父亲织田敏信去世之后继承当主之位和岩倉城，并受织田大和守家家臣、清洲三奉行之一的织田弾正忠家当主织田信秀之弟犬山城主织田信康的輔佐，但这个说法并不确定。
在織田信秀仍在世時，织田弾正忠家与织田伊势守家两家之间有姻亲关系，關係頗為良好，而家主信安据说与年幼的信秀之子织田信长关系很好，两人都爱好猿乐。但在信秀死後，信安与信长的堂兄弟犬山城主织田信清（信康之子）因领地问题发生争执，最终与信长疏远。在天文二十二年（1553年）三月二十七日，信安杀死了被怀疑与信长私通的家老稻田大煮助。而在弘治二年（1556年）美浓国的长良川之战中，信长的岳父斋藤道三被其子义龙讨伐，此时信安与义龙聯合起来，遥相呼应同信长敌对，甚至一度侵入至清洲城鄰近的下之郷（春日町）放火。因此，織田信長也報復性地率軍至岩倉城週邊放火。同年的稻生之战中，信安跟織田信秀的次子織田信勝聯合，試圖推翻其兄織田信長。
弘治元年（1555年），织田大和守家的当主织田信友因对尾张守护斯波氏的谋反而被信长讨伐。而在永禄元年（1558年）信胜被信长杀死后，信安仍然保持着本家的势力，但由于長子织田信贤跟次子织田信家為繼承權鬥爭，織田信安偏幫次子織田信家，結果被長子織田信賢放逐出岩仓城。夺得当主之位的信贤也在同年与信长的浮野之战中战败，次年（1559年）岩仓城陷落，织田伊势守家灭亡，信安也失去了重返尾张的机会。
在此之后，信安出仕斋藤氏，成为斋藤义龙的家臣，在义龙死后又继续出仕其子斋藤龙兴继续抵抗信长。不久，斋藤氏即被信长所灭，信安逃往京都。但后来信长出于同族之谊，赦免了信安的罪过，并赐予其位于美浓白银的领地。信安晚年在安土总见寺担任住持，次子信家则成为信长嫡子织田信忠的家臣。
後于天正十九年十月二十四日（1591年12月9日）去世，还有一种说法称信安后来依附旧臣山内一丰，在山内氏的领国土佐国隐居，并领有100石作为生活费，于慶長十九年（1614年）或慶長十六年（1611年）十一月二十七日去世。信安安葬于真如寺，在岩仓的誓愿寺也立有墓碑。

## 系谱
- 父：织田敏信（日语：織田敏信）或织田敏定（日语：織田敏定）
- 母：不詳
- 正室：秋悦院（日语：秋悦院）（织田信定之女），織田信秀之妹
  - 長子：织田信贤[3]
  - 次子：织田信家[1]
- 生母不明的子女
  - 三子：刚可正仲[1] - 総見寺（日语：総見寺#歴代住職）住職
  - 四子：津田正盛（日语：津田正盛）[1]